# Christine Colombo Nilsen
Christine Colombo Nilsen est une footballeuse internationale norvégienne, née le 30 avril 1982, évoluant au poste de gardienne. Elle a joué une saison en France, à l'Olympique lyonnais, et en équipe de Norvège.

## Biographie
Christine Colombo Nilsen commence sa carrière professionnelle en 1999. Elle joue dans plusieurs clubs et en équipe nationale. Elle met un terme à sa carrière en 2012. Durant les deux dernières années de sa carrière, elle joue très peu car elle prépare sa reconversion professionnelle. Elle travaille aujourd'hui comme coiffeuse - directrice artistique coiffure.

### Parcours en club
De 1999 à 2001, elle  joue dans le club aujourd'hui disparu d'Athene Moss. Elle y joue ses 25 premiers matchs de Toppserien. Bien qu'elle joue 17 matchs en 2001, elle ne peut empêcher le club de finir dernier et d'être relégué en 1st divisjon.
Après une première saison avec l'Arna-Bjørnar en 2002 où le club termine 5e du championnat de Norvège de Toppserien (à 10 clubs), elle signe pour deux ans à Liungen où elle ne jouera finalement que huit matchs : la première année elle joue cinq matchs de championnat mais ne peut éviter la relégation. L'année suivante, le club termine deuxième de 1. divisjon et remonte donc au plus haut niveau.
Elle est en 2005 recrutée par Kolbotn et connaît une succession de titres et de places d'honneurs : deux championnats, une deuxième place pour le championnat en 2007, une Coupe de Norvège, et une demi-finale de Coupe d'Europe. En juin 2007, elle est blessée au genou or la gardienne remplaçante du club, Lene Mehl, est également blessée. Christine se retrouve obligé de jouer le 30 juin. Elle commet une faute qui lui vaut un carton rouge à la 26e minute, remplacée par Camilla Galborgen (alors âgée de 18 ans),.  
Nilsen est recrutée par l'OL lors du mercato d'hiver en 2009, pour la fin de la saison. Elle doit remplacer Sarah Bouhaddi qui s'est blessée lors de l'Euro 2009. Elle disputee 14 matchs avec l'Olympique Lyonnais : 9 de D1 et 5 de Coupe d'Europe.
Nilsen quitte Lyon en juillet 2010, et retourne en Norvège pour travailler comme coiffeuse, sans chercher à continuer sa carrière de footballeuse. Toutefois, à la suite de la blessure d'Erika Skarbø, elle joue quelques matchs avec le club d'Arna-Bjørnar. Elle explique dans une interview que, bien qu'âgée de seulement 28 ans, elle sent que son corps est un tantinet plus vieux, qu'elle a subi deux opérations au genou gauche et que désormais elle accepterait de jouer mais plus pour dépanner que pour poursuivre une carrière. Lorsque Erika Skarbø, membre de l'équipe de Norvège, s'en va pour disputer la Coupe du monde 2011, Nilsen la remplace encore une fois à Arna-Bjørnar. 
En janvier 2012, elle rejoint un promu, Vålerenga, entraîné par les anciennes internationales Cecilie Berg-Hansen et Solveig Gulbrandsen; son contrat lui permettant de continuer de travailler en dehors du football. Le club termine 8e sur 12 et parvient à se maintenir pour sa première saison dans l'élite.

### Parcours en équipes nationales
De 1999 à 2006, elle joue dans différentes équipes de jeunes où elle compte 22 sélections.
Le 11 mars 2006, elle reçoit sa première sélection en équipe première, lors d'un match face à la Finlande (match nul 0-0), à l'occasion de l'Algarve Cup. Elle est titulaire durant ce match et le joue entièrement. Sa dernière sélection a lieu également au Portugal, le 3 mars 2010, face au Danemark (défaite 2-1). En 2012, elle fait partie de l'équipe de Norvège présente à l'Algarve Cup mais n'aura pas l'occasion de jouer.

## Palmarès

### En club

#### Avec Arna-Bjørnar
- Finaliste de la Coupe de Norvège en 2002.

#### Avec Kolbotn
- Championne de Norvège en 2005 et 2006.
- Vainqueur de la Coupe de Norvège en 2007.

#### Avec Lyon
- Finaliste de la Ligue des champions en 2010.
- Championne de France en 2010.

### En équipe nationale
- Finaliste du championnat d'Europe en 2005.